# 947
947 (CMXLVII) fue un año común comenzado en viernes del calendario juliano, en vigor en aquella fecha.

## Nacimientos
- Al-Qádir, califa abbasí.

## Fallecimientos
- 23 de noviembre - Berthold, muere el rey de Baviera.
- Suñer I, conde de Barcelona